# Марідебарт кафраглутид
Марідебарт кафраглутид (також відомий як MariTide,  назва під час розробки AMG 133) є екпериментальним лікарським засобом, розробленим компанією Amgen для лікування ожиріння. 
Він є одночасно агоністом рецептора глюкагоноподібного протеіну-1 (GLP-1R) і антагоністом рецептора глюкозозалежного інсулінотропного поліпептиду (GIPR). MariTide складається з моноклонального антитіла проти GIPR, кон’югованого з двома пептидними молекулами агоніста GLP-1R за допомогою амінокислотних лінкерів. 
У попередньому дослідженні AMG 133 призвело до втрати ваги на 14,5 відсотка після 12 тижнів застосування найвищої випробуваної дози.   
За даними компанії-розробника, засіб забезпечив 20% зниження маси тіла протягом 52 тижнів без періоду плато. Відсоток пацієнтів, які відмовилися від лікування через несприятливі ефекти склав 11%, переважно за рахунок розладів у шлунково-кишковому тракті (8%). 
Потенційною перевагою є режим введення - ін'єкція раз на місяць та підтримка зниженої ваги протягом тривалого періоду після припинення застосування.